# Paweł Pietraszko
Paweł Pietraszko (ur. 5 października 1990) – polski siatkarz, grający na pozycji środkowego.

## Sukcesy klubowe
Mistrzostwo I Ligi:
- 2016[2][3]